# Norberg
Norberg er et byområde i Norbergs kommun i Västmanlands län i Sverige. I 2010 var indbyggertallet 4.518.